# Petrogale coenensis
Petrogale coenensis — вид родини Кенгурових. Етимологія: англ. Coen – назва маленького містечка в північному Квінсленді, лат. ensis – «населяючий». Вага 4–5 кг.

## Поширення
Ендемік Квінсленду, Австралія, проживає на невеликій ділянці на сході півострова Кейп-Йорк. Діапазон поширення за висотою: 0–400 м. Місце існування характеризується скельними виходами, кам'янистими ярами, валунами і, як правило, рідколіссям.

## Загрози та охорона
На популяції, що живуть поблизу поселень негативно впливає випас худоби та зміни режиму вогню. Дикі кішки можуть полювати на молодь. Вид присутній на деяких природоохоронних територіях, наприклад, Національний парк Мунґканкнью (англ. Mungkanknju National Park).